# NGC 2444
NGC 2444 (другие обозначения — UGC 4016, MCG 7-16-16, ZWG 206.24, ARP 143, VV 117, NPM1G +39.0140, PGC 21774) — линзообразная галактика (S0) в созвездии Рыси. Открыта Эдуардом Стефаном в 1877 году.
Удалена приблизительно на 188 миллионов световых лет, её диаметр составляет около 65 тысяч световых лет. Галактика гравитационно взаимодействует с NGC 2445; эта пара галактик имеет обозначение Arp 143 и разделена расстоянием порядка ста тысяч световых лет. По всей видимости, галактики впервые сблизились 100 миллионов лет назад. Галактики уже сталкивались и через какое-то время объединятся. Масса NGC 2444 вдвое превышает массу компаньона.
Этот объект входит в число перечисленных в оригинальной редакции «Нового общего каталога».
Галактика NGC 2444 входит в состав группы галактик NGC 2415. Помимо NGC 2444 в группу также входят NGC 2415, NGC 2445, NGC 2476, NGC 2493, NGC 2524, NGC 2528, UGC 3937 и UGC 3944.